# Thomaskirche (Liebefeld)

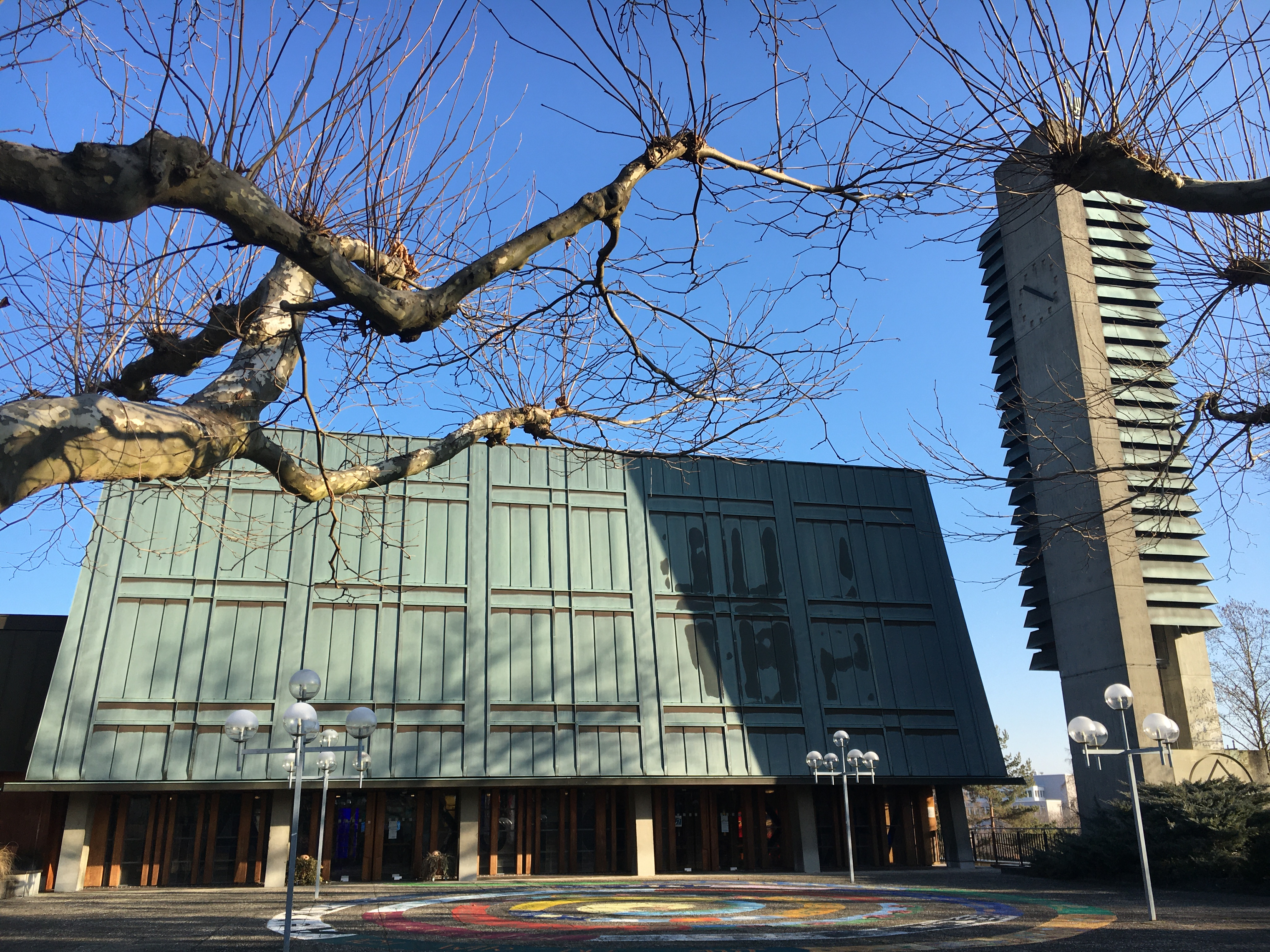
Die Thomaskirche mit Vorplatz und «Spirale des Lebens»

Die Reformierte Thomaskirche Liebefeld ist eine von zwei Kirchen des Kirchenkreises Mitte der reformierten Kirchgemeinde Köniz. Sie wurde ab 1965 gebaut, als für die wachsende Bevölkerung in der Agglomeration der Stadt Bern eigene Kirchen nötig wurden. Am 3. März 1967 wurde sie eingeweiht.

## Geschichte und Kirchgemeindestruktur
Der Kirchenkreis Liebefeld entstand bereits vor dem Bau der Kirche. Bis zur Einweihung der Kirche fanden die Gottesdienste in der Aula des Schulhauses Hessgut statt. Zusammen mit dem Bau der Kirche wurde ein Begegnungszentrum für das ganze Quartier Liebefeld geschaffen. Die Kirchgemeinde Köniz besteht seit 2016 aus den fünf Kirchenkreisen Wabern, Spiegel, Niederwangen, Niederscherli und Mitte. Letzterer ist aus dem Zusammenschluss der Kirchenkreise Köniz, Liebefeld und Schliern entstanden. Der Kirchenkreis Mitte hat zwei Kirchen, die historische Kirche Köniz Peter und Paul im Schlossareal und die Thomaskirche im Liebefeld sowie zusätzlich das Begegnungszentrum Murrihuus Schliern. An diesen drei Standorten findet das kirchliche Leben Mitte statt. 2017 wurde das 50-jährige Bestehen der Thomaskirche gefeiert.

## Baugeschichte
Bereits 1954 bis 1956 sicherte sich der Kirchgemeinderat die Vorkaufsrechte an den abbruchreifen Besitzungen an der Stelle der heutigen Thomaskirche. 1958 wurde das Areal und 1959 eine angrenzende Parzelle erworben. Dank diesem Kauf konnte ein reformiertes Kirchenzentrum mit dreiseitigem Zugang geplant werden. Für den verwinkelten Bauplatz erstellten die Pfarrherren Bartlome und Kaiser für eine Kirche, ein Kirchgemeindehaus und diverse Nebenräume ein Raumprogramm mit einem zusätzlichen Pfarrhaus.
Aus dem 1961 ausgeschriebenen Wettbewerb unter fünf in der Gemeinde wohnhaften Architekten wurde das Projekt Calvin von Franz Meister (1923–2012) einstimmig auf den ersten Platz gewählt. Allen eingereichten Projekten war eine von der umgebenden Bebauung sich abhebende Erscheinung gemein. Meisters Entwurf mit einer Kirche in kubischen Formen und Flachdach verlangte mit dem im Hang eingebauten Untergeschoss keine Geländeaufschüttungen und fand mit dem breiten Vorplatz und den passend gestalteten Eingängen allgemein Zustimmung.
Nach dem Abbruch der bestehenden Bauten wurde am 26. Mai 1965 der Grundstein gelegt. Am 5. März 1967 wurde die Kirche eingeweiht, während die Orgel noch fehlte und die Umgebungsarbeiten noch nicht fertig waren. Die Kirche mit dem Turm sowie die Versammlungsräume und das Pfarrhaus sind im Bauinventar des Kantons Bern als «schützenswertes» K-Objekt verzeichnet.
Eine Zusammenfassung der Entstehungsgeschichte ist auf der Homepage der Kirchgemeinde abrufbar.
 Bilder 

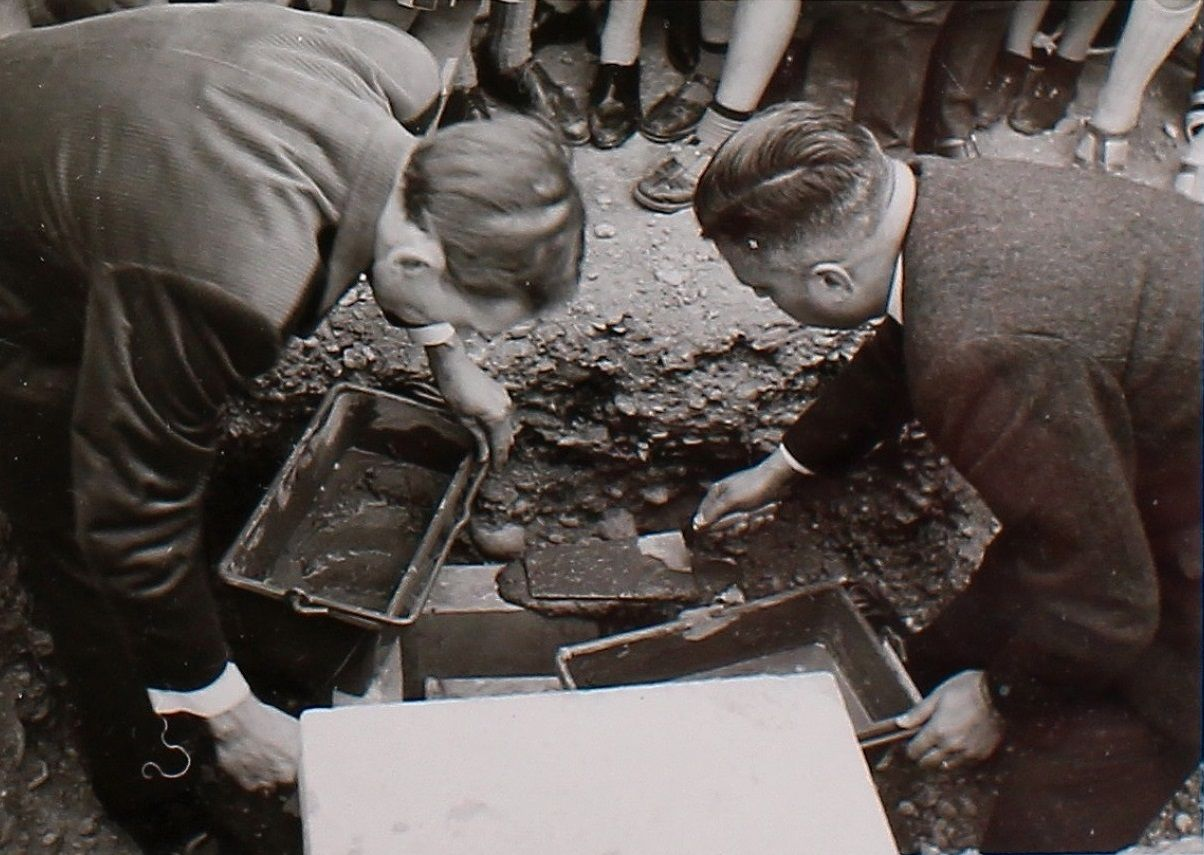
Grundsteinlegung Thomaskirche mit Pfarrer Daepp und Kaiser
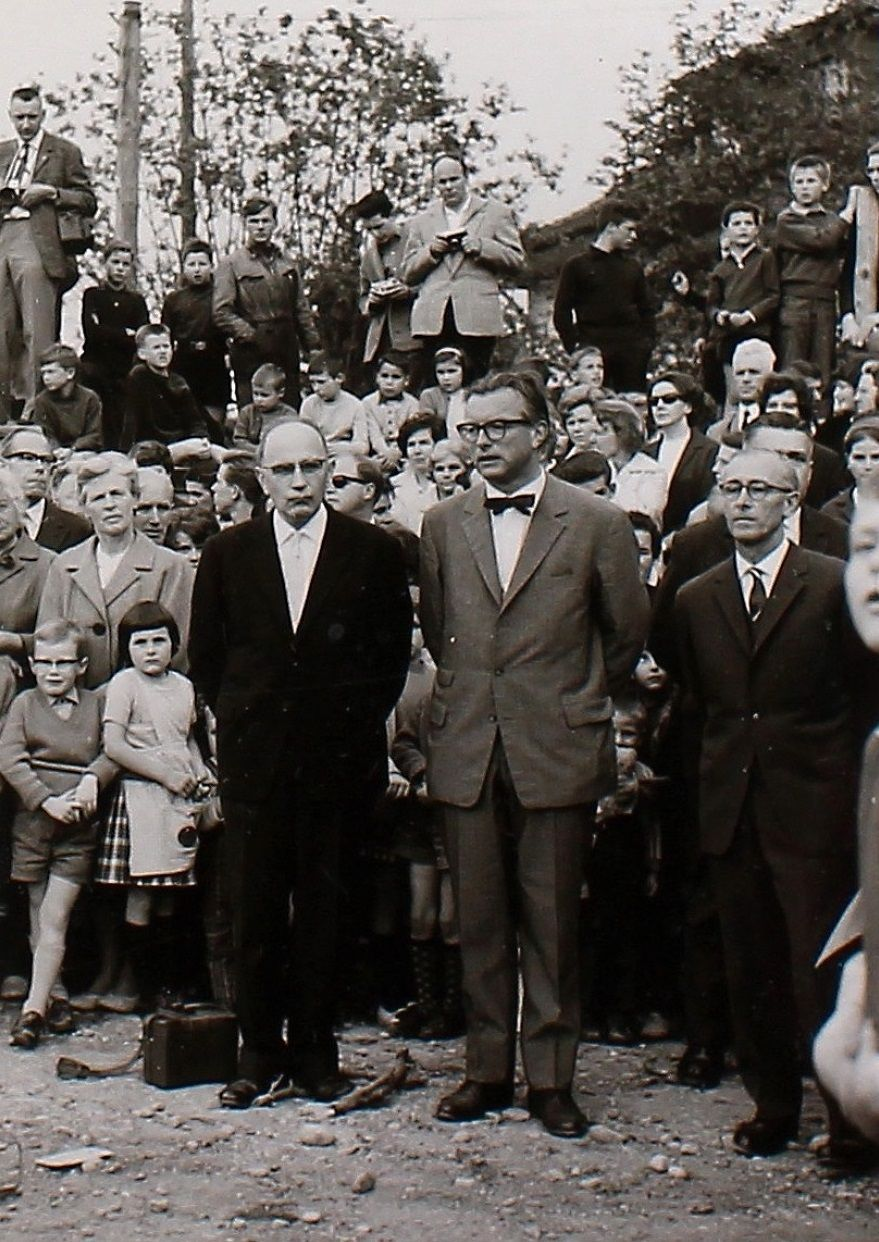
Feier Grundsteinlegung mit Pfarrer Knuchel, Architekt Meister und Präsident H. Häusler
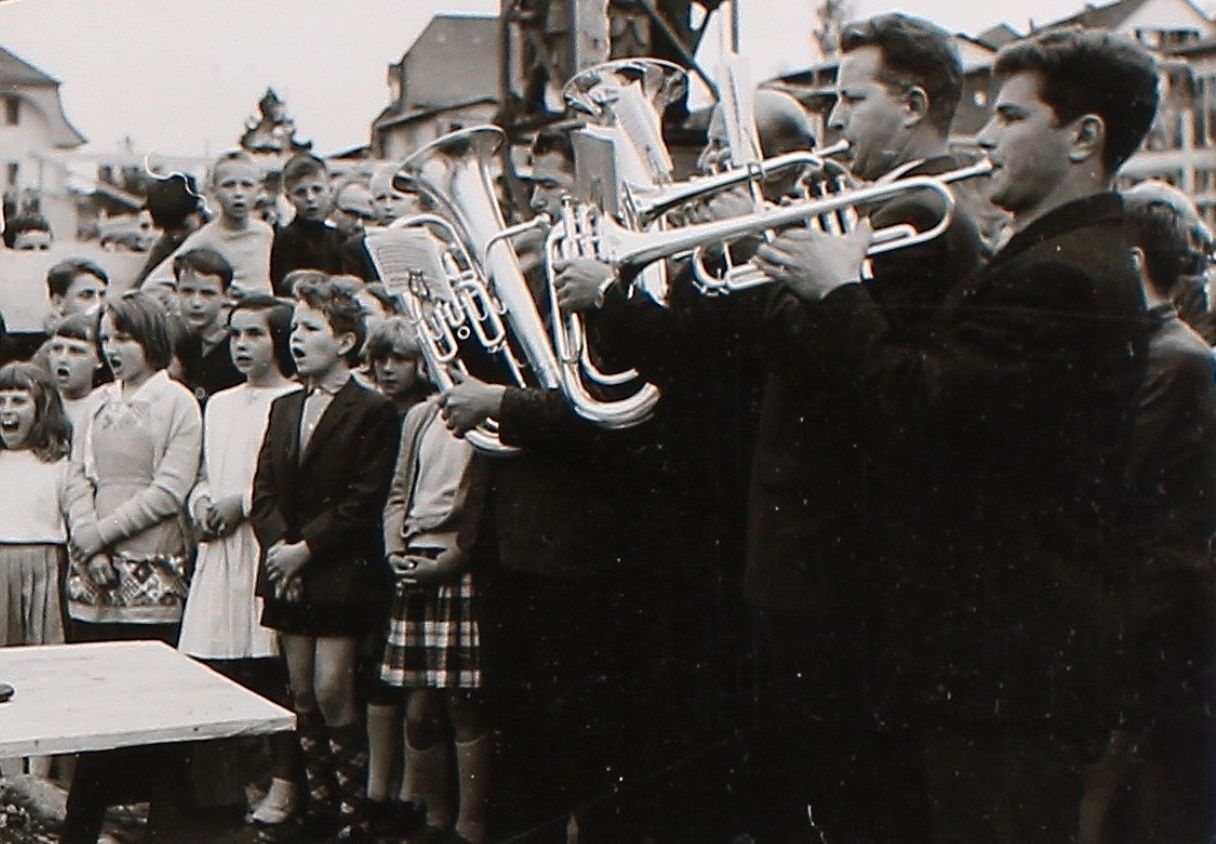
Feier Grundsteinlegung mit Bläser der Musikgesellschaft Köniz
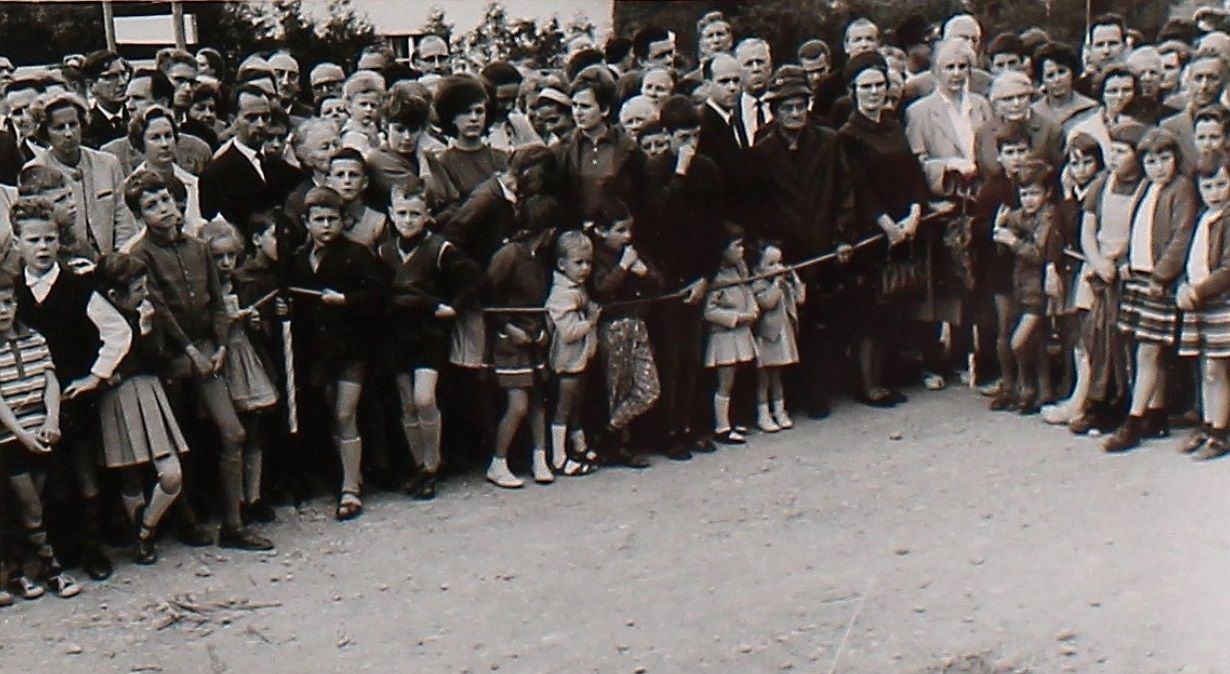
Festgemeinde
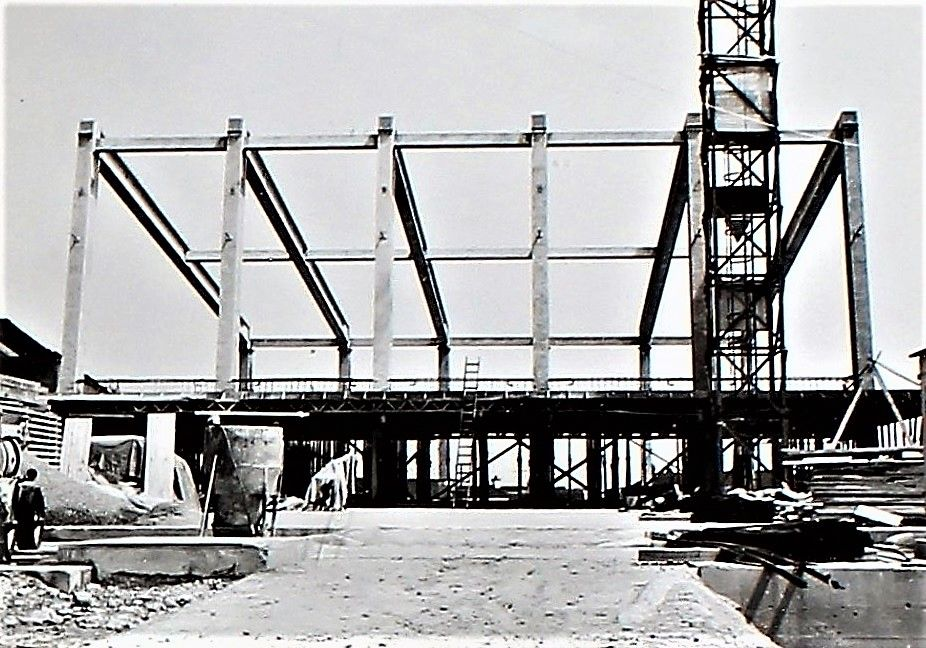
Skelett Thomaskirche
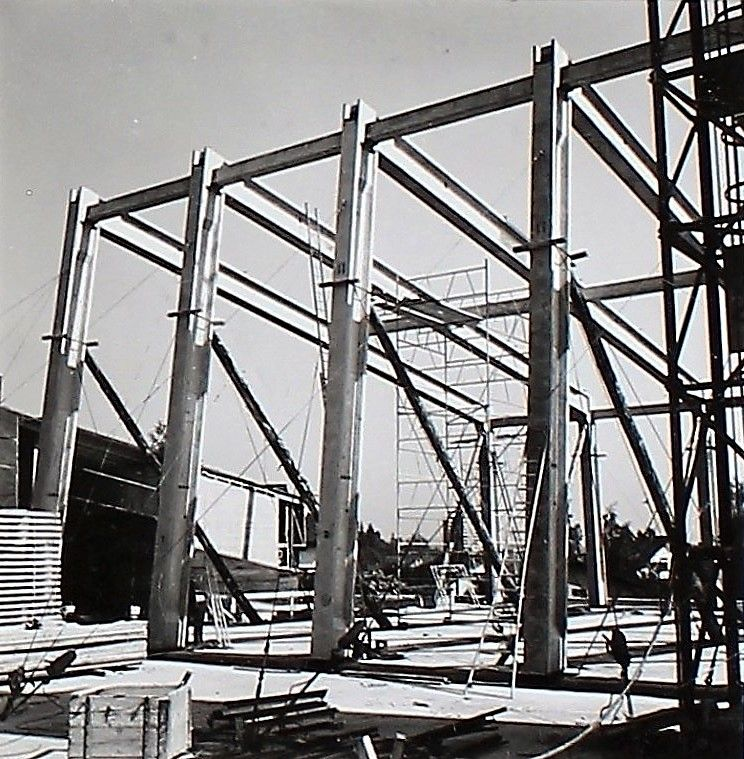
Konstruktion Thomaskirche
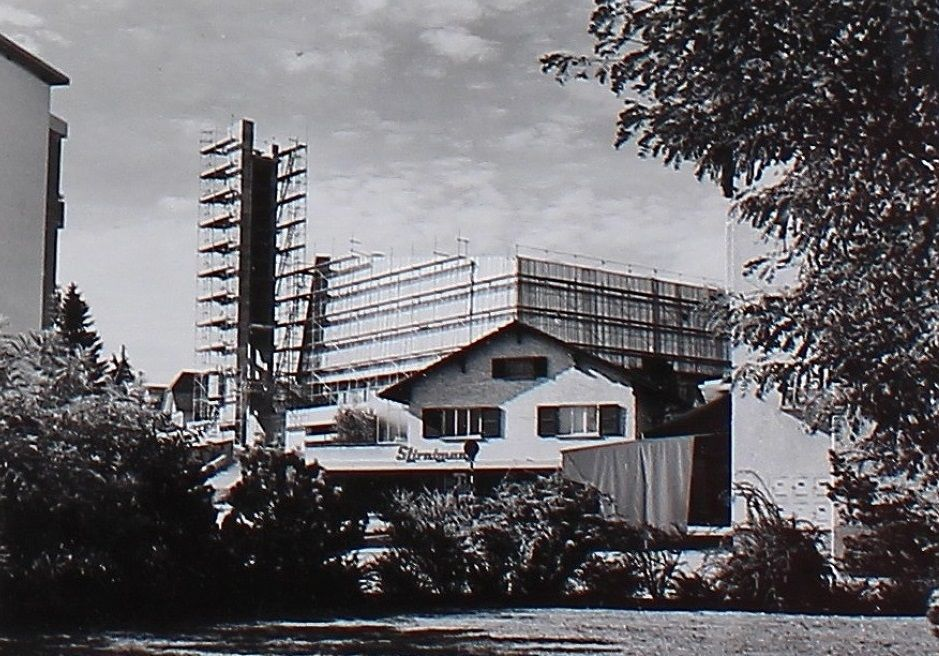
Die Thomaskirche ist vollendet

## Baubeschreibung

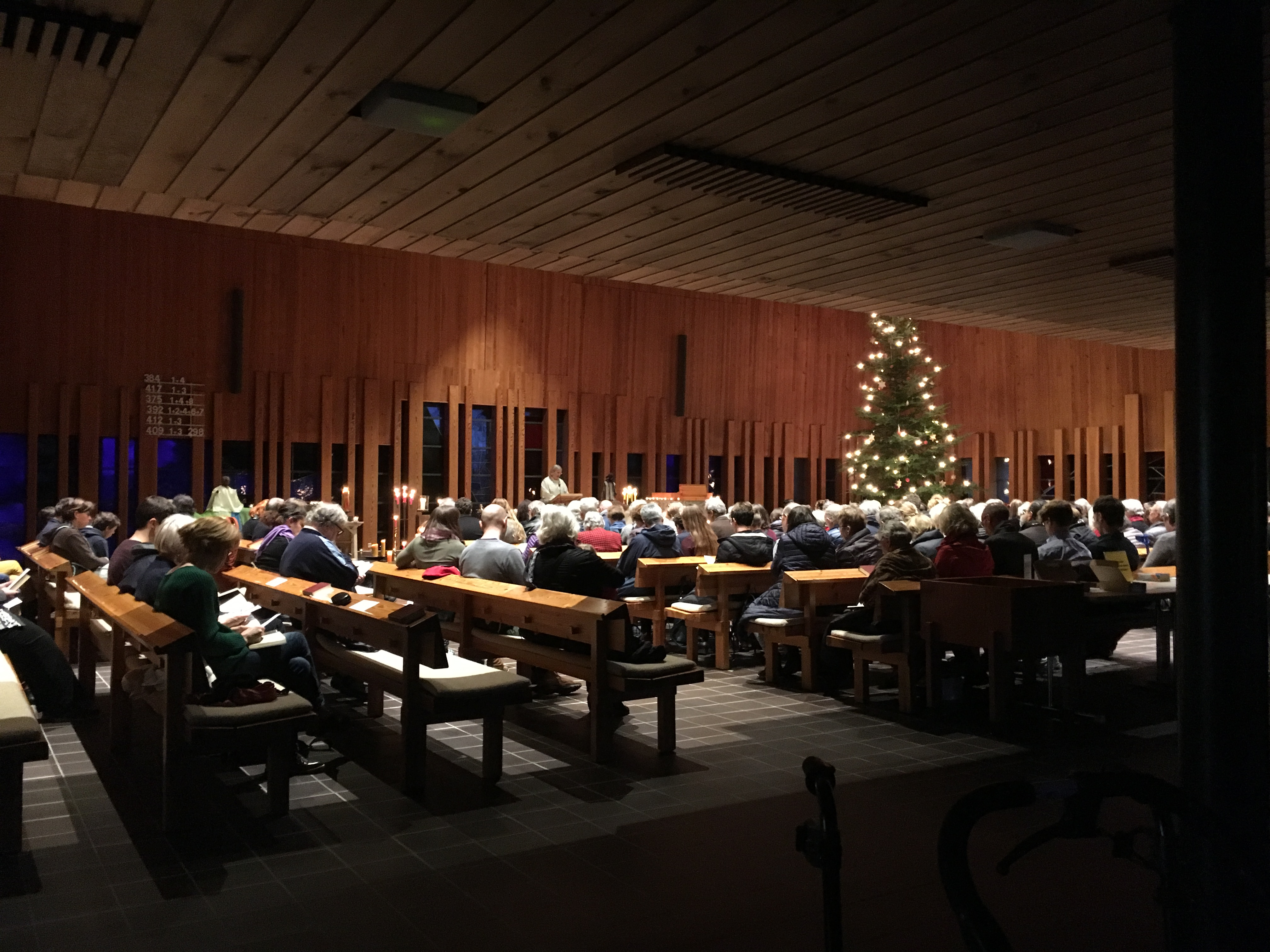
Innenansicht, Weihnachten 2019

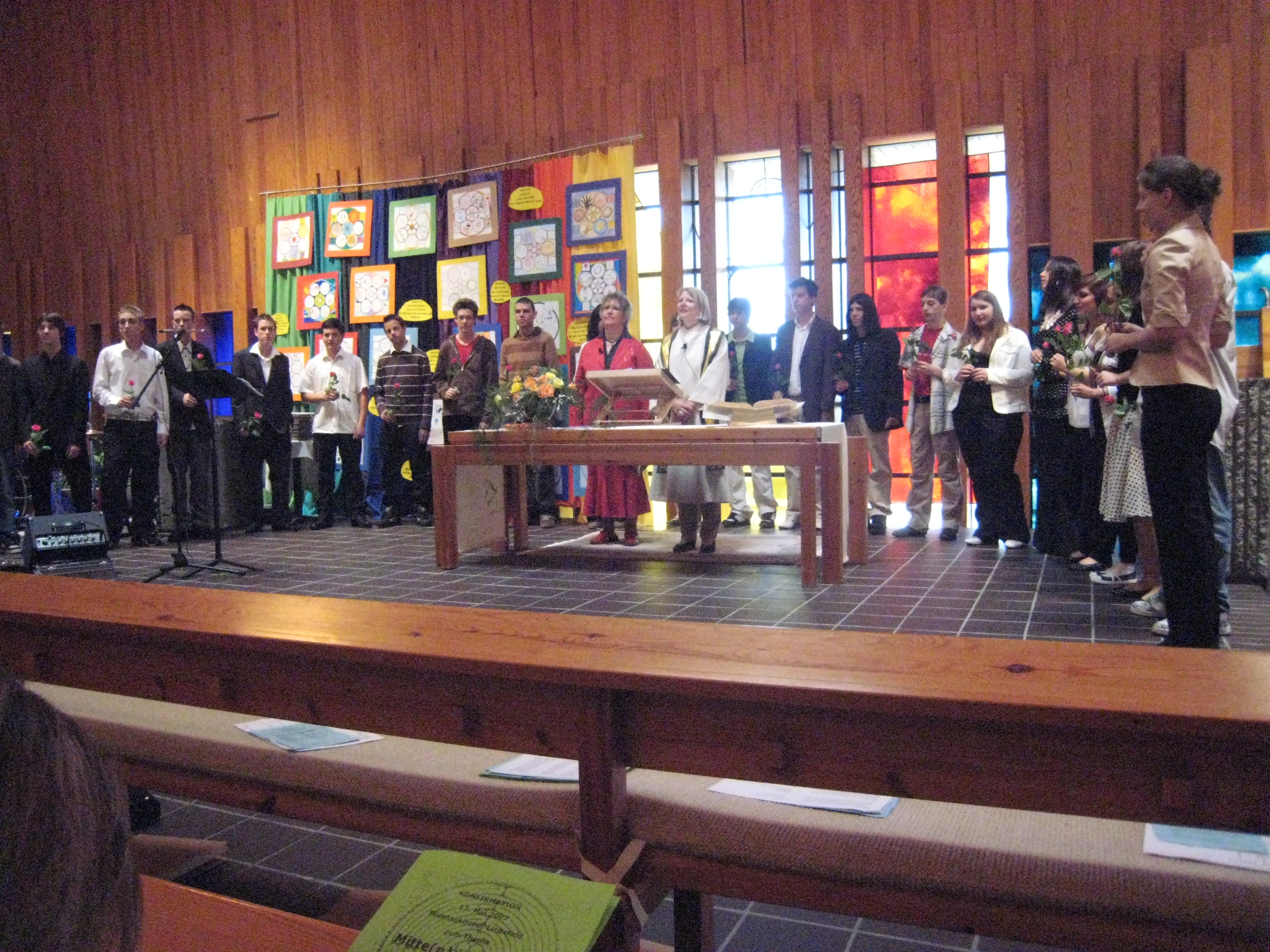
Innenansicht, Konfirmation 2007

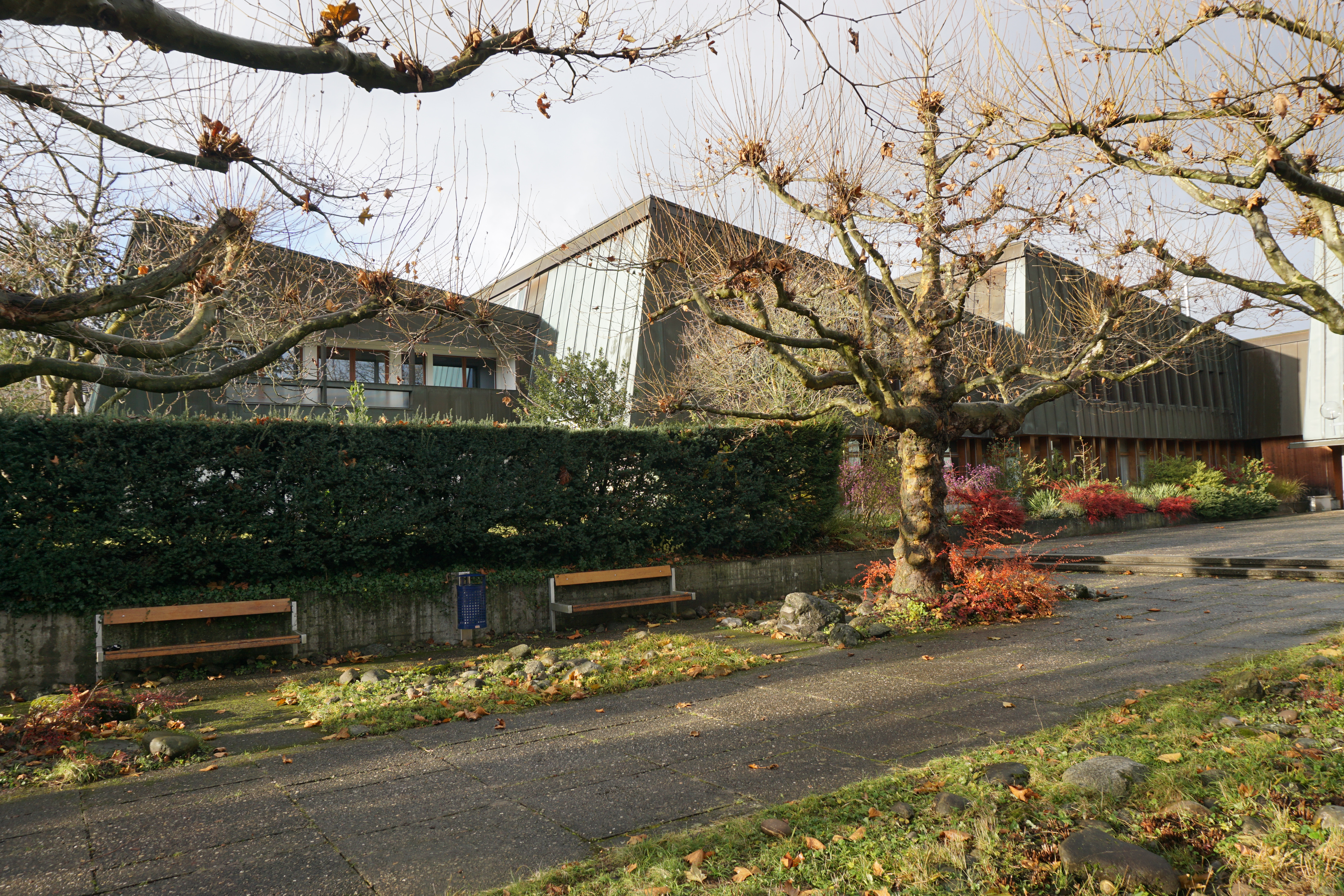
Pfarrhaus und Nebengebäude

Von der Könizstrasse führt eine breite Treppe hinauf zum Vorplatz des grossen Gemeindesaals, über dem sich die Kirche erhebt. Von dort gelangen die Besucher durch einen portalartigen Durchgang unter dem freistehenden Turm zum Kirchenvorplatz und zum Haupteingang der Kirche. Der Hauptzugang führt aber von der Könizbergstrasse über den mit Platanen gesäumten Weg zum Kirchenvorplatz. Seitlich links bilden die Anbauten der Gemeinde- und Unterrichtsräume und des Pfarrhauses gestaffelt den Abschluss zum Buchenweg, über den auch die Zufahrt und der Nebeneingang zur Kirche und zu den Diensträumen führt.
Die Kirche ist mit einer bis auf das ringsum laufende Fensterband herunterreichenden Kupferhaut umkleidet. Auf den massiven Betonunterbau liess der Architekt eine Konstruktion mit vorgefertigten Betonträgern aufrichten, die aussen mit Kupfer und innen mit Holz verkleidet wurde. Sowohl das Flachdach wie auch die Wände weisen unterschiedlich abweichende Neigungen von der Waagrechten und Senkrechten auf, was der Kirche ihren eigenen Ausdruck gibt.
Ins Innere gelangen die Besuchenden durch die doppelflügelige Türe unter der breiten Empore. Der hohe Raum ist mit einer Leistenschalung aus bräunlichem Föhrenholz verkleidet, die eine gedämpfte Akustik bewirkt. Durch farbiges, teils thematisch bemaltes Glas in den Fenstern wird der Raum beleuchtet. Durch Lichtkanonen in der Decke strömt zusätzlich Licht gezielt auf den sakralen Bereich. Auf dem um zwei Stufen höheren Podest steht der Abendmahlstisch vor dem betont erhöhten Christusfenster. An der linken Seite befindet sich der Taufstein und rechts die Kanzel, beide würfelförmig aus Beton gegossen. Die Bestuhlung mit Kirchenbänken kann variabel den jeweiligen Gottesdiensten oder anderen Veranstaltungen angepasst werden.

## Künstlerische Ausstattung
In der Zeit um 1960 waren bildliche oder symbolische Darstellungen in den reformierten Kirchen umstritten. Man fürchtete nach überliefertem Denken, die Gläubigen würden vom Gottesdienst abgelenkt. Nicht so in diesem Fall: Gemeinsam mit mehreren Künstlern wurde frühzeitig überlegt, wie die Räume der Thomaskirche ausgestattet werden können. Man hatte schon kurz zuvor beim Bau der Stephanuskirche Spiegel gute Erfahrungen mit Kunstwerken in Kirchenräumen gemacht. Die Kunstkommission und der Architekt Franz Meister beschlossen, mit Ausnahme der farbigen Kirchenfenster, nur in den verschiedenen anderen Räumen Kunstwerke zu zeigen. Während der Bauzeit trugen mehrere Kunstschaffende mit ihren Arbeiten zur Ausstattung des Kirchenzentrums bei.
- In den farbigen Glasgemälden von Max Rudolf von Mühlenen, die den ganzen Kirchenraum umgeben, sind Christus, die Taube, der Fisch und ein Abendmahlskelch dargestellt.
- Über der Durchgangstüre zum Buchenweg hält Hans Jegerlehners Wandgemälde mit dem Kopf des Apostels Thomas den Moment fest, in dem der Apostel, noch zweifelnd und ängstlich, allmählich vom Ungläubigen zum Gläubigen wird. (Joh 20,24 EU) Ein Lichtschlitz in der Dachfläche beleuchtet das Bild.
- Werner Schmutz’ Wandfries im ehemaligen Sitzungszimmer stellt in Stimmungsbildern der vier Jahreszeiten die kirchlichen Feiern wie Taufe, Hochzeit, Beerdigung und Abendmahl dar. Die Ähnlichkeit mit der Appenzeller Senntumsmalerei wurde als Bezug zur Heimatliebe gewünscht.
- In Hermann Plattners Schriftgemälde an der Wand im kleinen Saal ist die rhythmisierte Zeichensprache zur Malerei geworden. Griechische Buchstaben bilden mehrere Umschreibungen Christi. Das Werk erinnert auch an Collagen, die seit den 1950er-Jahren zu einer Spezialität des Künstlers gehören.
- Elsbeth Gysis Wandgemälde des «Paradiesgartens» in der Jugendstube zeigt in wenigen Linien die Vertreibung von Adam und Eva aus dem Paradies. Der Baum der Erkenntnis mit der Schlange und die Evangelistensymbole Stier, Löwe, Adler und Engel ergänzen das Bild. Gysi verwendet dafür den skizzenhaften, von ihr selbst so benannten «von-Mühlenen-Strich».
- Im grossen Kirchgemeindesaal finden sich abstrakte Holzplastiken von Rudolf Mumprecht.
- Ein Keramikrelief des Könizer Künstlers Walter Loosli ist an der Westwand der Thomasstube angebracht.
- Der Berner Goldschmied Othmar Zschaler (* 1930  † 2023) entwarf die Abendmahlsgeräte.
- Die «Spirale des Lebens» im Aussenbereich auf dem Boden des Kirchenplatzes wurde von den Konfirmanden 2016 als farbiges Bodengemälde mit Sinnsprüchen und Symbolen gestaltet.

In der aufgelegten Begleitbroschüre steht der Text von Pfarrerin Ruth Werthmüller: 
«Spirale des Lebens laufen.
Im Leben sind wir Suchende.
Wie wir hier unseren Weg durch die Spirale gehen, versuchen wir unser Leben zu verwirklichen.
Egal, wie wir unser eigenes Leben empfinden, wir dürfen eines hoffen:
Wir gehen Gott entgegen.
In allen Religionen ist Gott in irgendeiner Weise die Mitte des menschlichen Lebens.
Ihn zu erreichen ist das Ziel.
Gott, die Mitte unseres Lebens finden wir nur, wenn wir selbst zu unserer eigenen Mitte finden.»

## Orgel

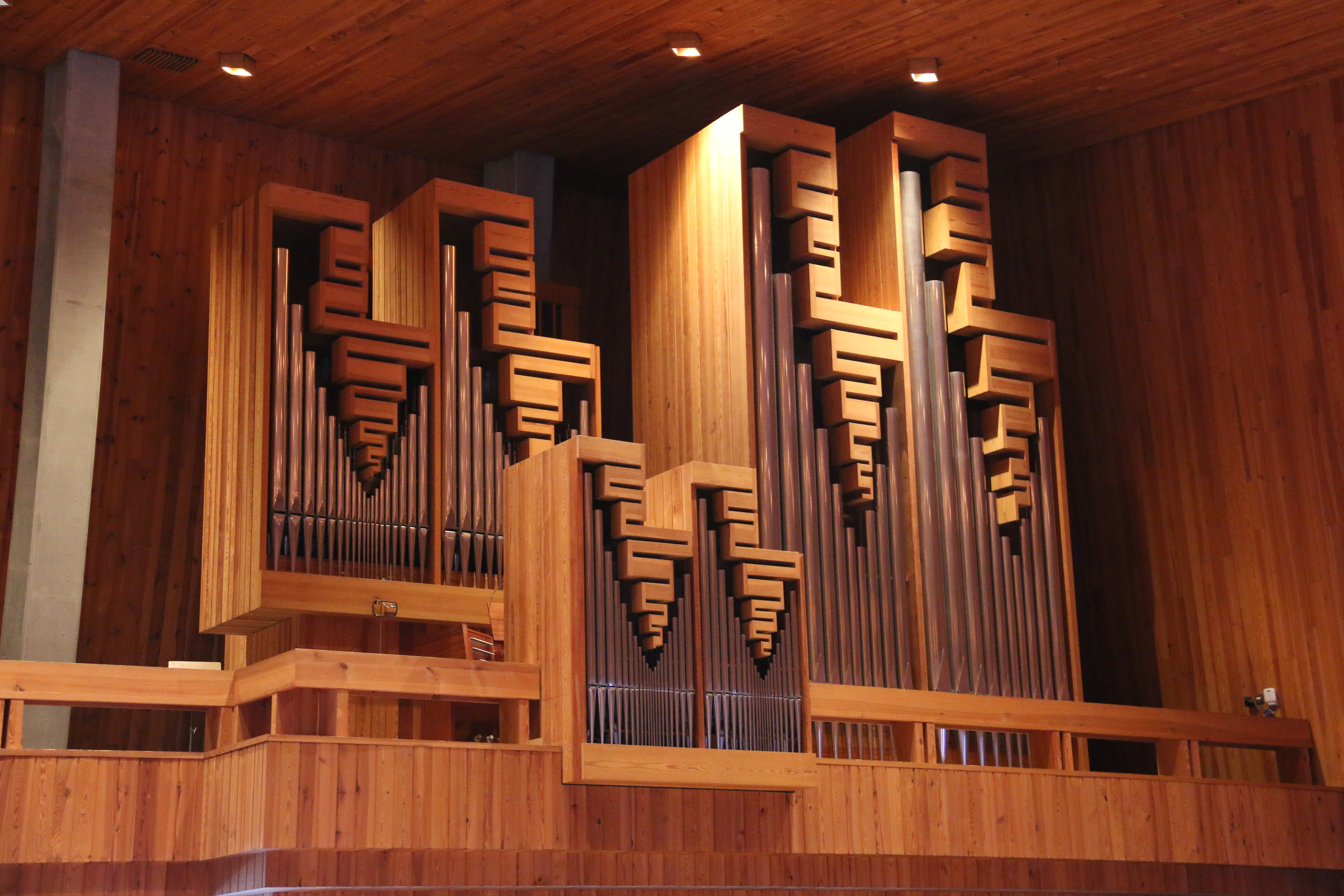
Orgelprospekt der Thomaskirche

Auf der Empore befindet sich die von Orgelbau Kuhn AG gebaute grosse Orgel, die kurz nach der Fertigstellung der Kirche im Sommer 1967 vollendet wurde. Mit 45 Registern auf drei Manualen und Pedal gehört sie zu den grösseren Orgeln in der Berner Agglomeration. «Die Orgel fällt zunächst durch ihre architektonische Gestaltung auf. Einerseits nimmt sie die Formensprache des Kirchenraums in die Prospektgestaltung auf und ist optisch völlig in den modernen Raum integriert. Andererseits entspricht ihre eigene Architektur in vollkommener Weise dem klassischen ‹Werkprinzip›, bei dem jedes Manual und das Pedal eigene Teilorgeln mit in sich logischem Klangaufbau darstellen.» Das Werk hat mechanische Traktur, elektrische Registraktur und Schleifladen. 2013 nahmen nach fast 50 Einsatzjahren der Orgelbauer Thomas Wälti und sein Team eine Gesamtrevision vor; nebst der Reinigung und Wartung wurden einige Anpassungen in der Intonation und auch in der Disposition vorgenommen. Zudem wurde eine elektronische Setzeranlage eingebaut.

### Disposition
| I Rückpositiv C–g3 |           |        |
| 1.                 | Gedackt   | 8′     |
| 2.                 | Quintatön | 8′     |
| 3.                 | Prinzipal | 4′     |
| 4.                 | Rohrflöte | 4′     |
| 5.                 | Quinte    | 2 ⁄3′  |
| 6.                 | Octave    | 2′     |
| 7.                 | Terz      | 1 3⁄5′ |
| 8.                 | Larigot   | 1 ⁄3′  |
| 9.                 | Mixtur    | 2⁄3′   |
| 10.                | Rankett   | 16′    |
| 11.                | Krummhorn | 8′     |
| 12.                | Schalmei  | 4′     |
|                    | Tremolo   |        |

| II Hauptwerk C–g3 |               |       |
| 13.               | Gedacktpommer | 16′   |
| 14.               | Principal     | 8′    |
| 15.               | Rohrflöte     | 8′    |
| 16.               | Octave        | 4′    |
| 17.               | Hohlflöte     | 4′    |
| 18.               | Octave        | 2′    |
| 19.               | Mixtur        | 1 ⁄3′ |
| 20.               | Scharf        | 1′    |
| 21.               | Zinke         | 8′    |
| 22.               | Cornett       | 8′    |

| III Schwellwerk C–g3 |                      |       |
| 23.                  | Holzprinzipal        | 8′    |
| 24.                  | Koppelflöte          | 8′    |
| 25.                  | Salicional           | 8′    |
| 26.                  | Voix céleste         | 8′    |
| 27.                  | Octave               | 4′    |
| 28.                  | Gedacktflöte         | 4′    |
| 29.                  | Nasat                | 2 ⁄3′ |
| 30.                  | Flageolet            | 2′    |
| 31.                  | Fourniture           | 2′    |
| 32.                  | Trompette harmonique | 8′    |
| 33.                  | Oboe                 | 8′    |
| 34.                  | Clarion              | 4′    |
|                      | Tremolo              |       |

| Pedal C–f1 |               |         |
| 35.        | Principalbass | 16′     |
| 36.        | Offen Subbas  | 16′     |
| 37.        | Quintbass     | 10 2⁄3′ |
| 38.        | Principal     | 8′      |
| 39.        | Spitzflöte    | 8′      |
| 40.        | Octave        | 4′      |
| 41.        | Rohrflöte     | 4′      |
| 42.        | Mixtur        | 2 ⁄3′   |
| 43.        | 16′           |         |
| 44.        | 8′            |         |
| 45.        | 4′            |         |

- Normalkoppeln: I/II, III/II, I/P, II/P, III/P
- Spielhilfen: Jalousieschweller (SW), Registercrescendo, elektronische Setzeranlage

## Turm

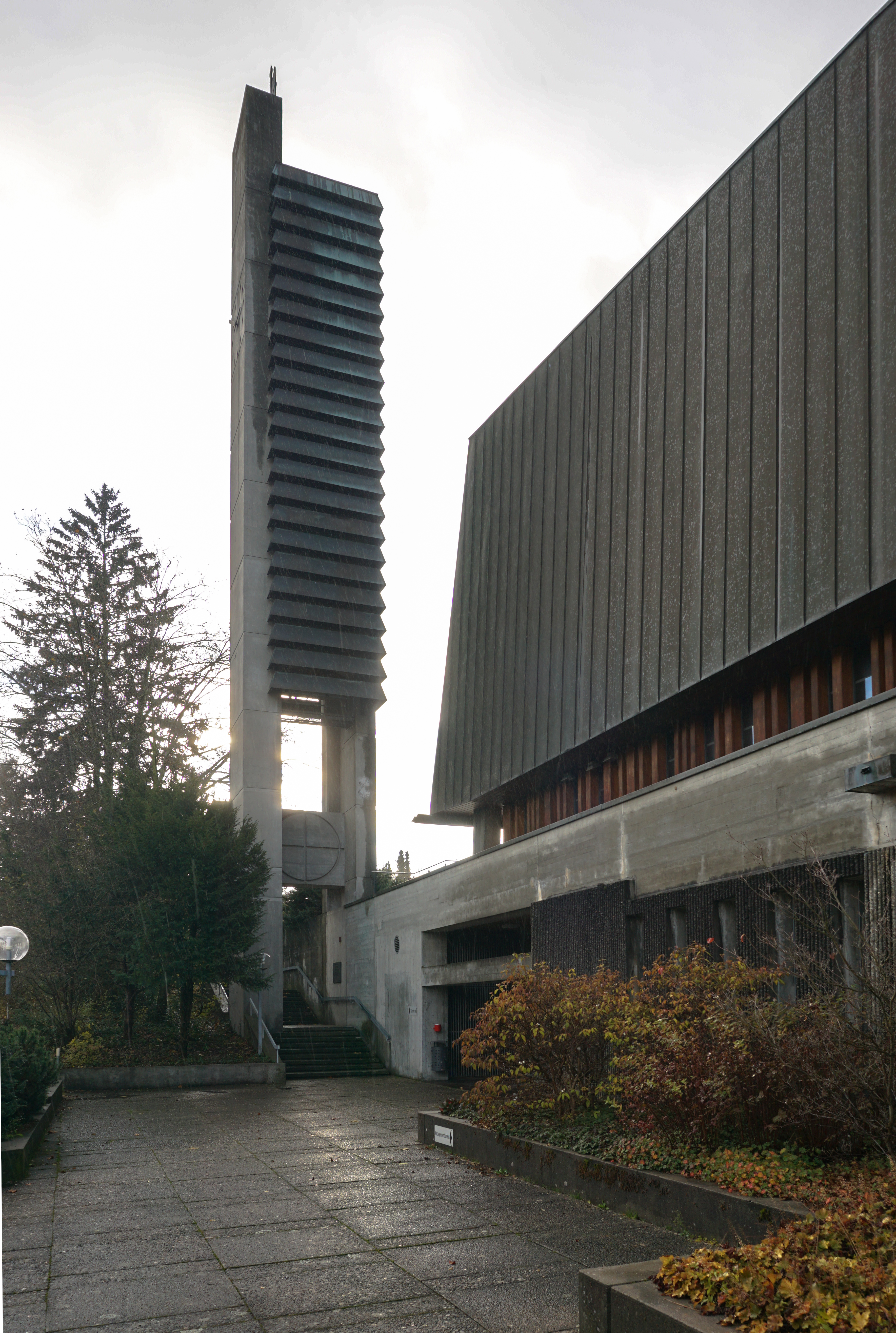
Turm der Thomaskirche mit Vorplatz des Gemeindesaals

Der freistehende Glockenturm ist mit einem Wetterhahn bekrönt. Die am 24. Juni 1966 bei Rüetschi AG, Aarau, gegossenen fünf Glocken wurden am 22. Oktober 1966 von der Schuljugend in Empfang genommen. Am folgenden 24. Oktober wurden die Glocken, wegen Unfallgefahr unter Ausschluss der Öffentlichkeit, aufgezogen. Den Turmhahn entwarf der Architekt Franz Meister. 1990 ersetzte man den durchgerosteten, eisernen Hahn durch eine Rekonstruktion aus Kupfer.
Die Zifferblätter der Uhr sind schlichte Vertiefungen im Beton. Die Uhr lieferte die Firma Baer aus Sumiswald.

### Betonrelief
Der Durchgang im unteren Bereich des Turms bildet ein Portal zur Kirche. Das Betonrelief darüber, mit einem Kreuz im Kreis und dem Christusmonogramm aus den griechischen Buchstaben Alpha und Omega gebildet, ist ein weiteres Werk von Rudolf Mumprecht.

### Glocken
Das Geläute besteht aus vier Glocken mit den Schlagtönen des′ es′ ges′ as′, zusammen bilden sie das Motiv Christ ist erstanden. Die grosse Glocke mit 2070 kg trägt den Spruch «Selig sind, die nicht sehen und doch glauben!», die zweite mit 1443 kg ist mit «Mein Herr und mein Gott!» beschriftet, die dritte wiegt 957 kg und trägt den Spruch «Sei nicht ungläubig, sondern gläubig!» und die vierte, kleinste Glocke trägt den Spruch «Friede sei mit euch!»
Nach allgemeiner Meinung erklingt ein qualitativ sehr gutes Geläut, das allerdings aufgrund von Lärmklagen vor einiger Zeit überarbeitet wurde. Mit Gummimatten wurden die Schallöffnungen am Turm verschlossen und die Glocken mit neu berechneten Fallklöppeln und Obergewichten ausgestattet. Zusätzlich wurde eine neue automatische Glockensteuerung eingebaut und in der Kirche das neue All-in-One-Steuersystem installiert.
 Bilder 

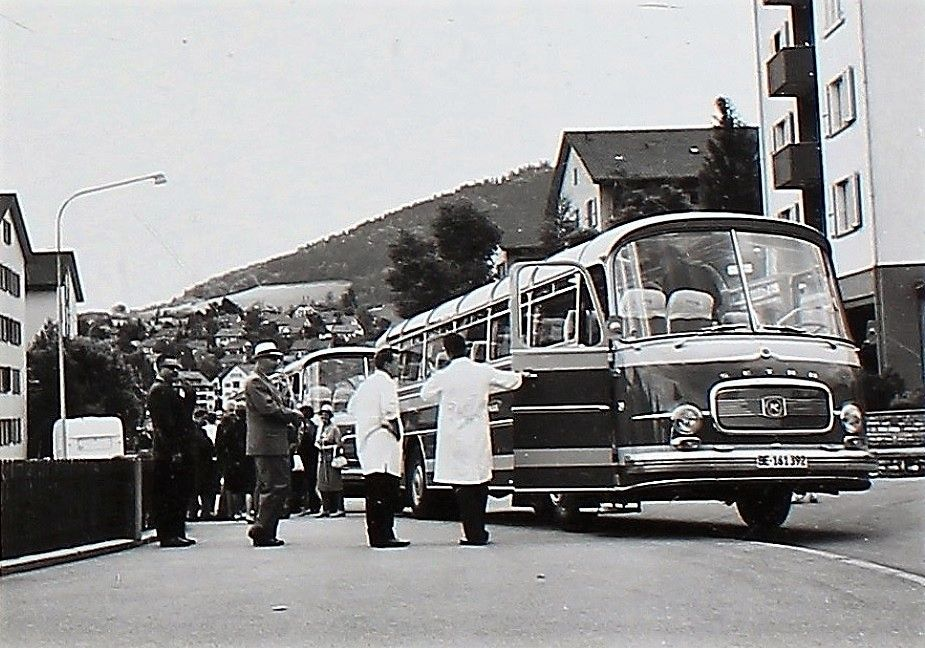
Abfahrt im Liebefeld zur Glockengiesserei nach Aarau
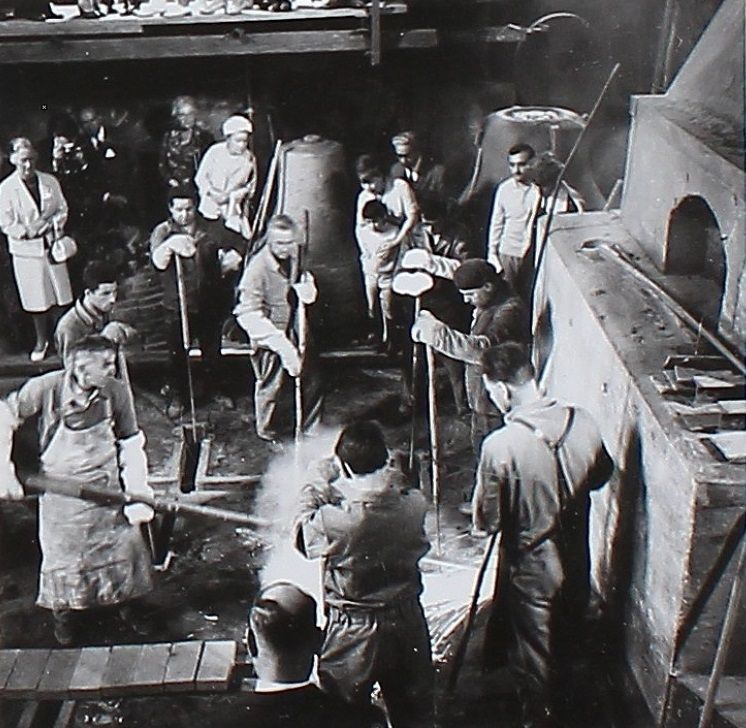
Glockengiesser bei der Arbeit
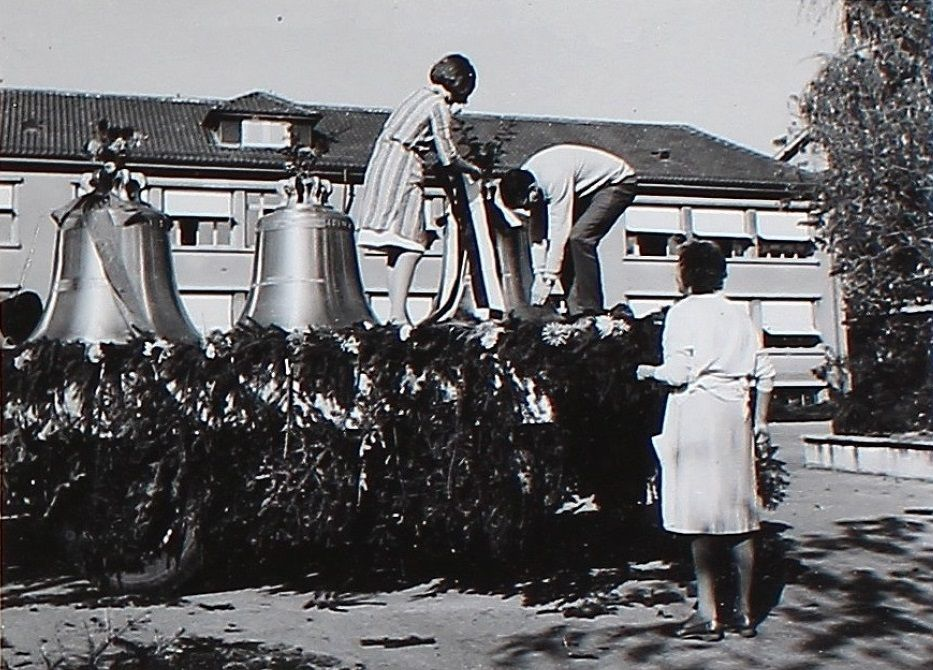
Schulkinder schmücken die Glocken beim Schulhaus Hessgut
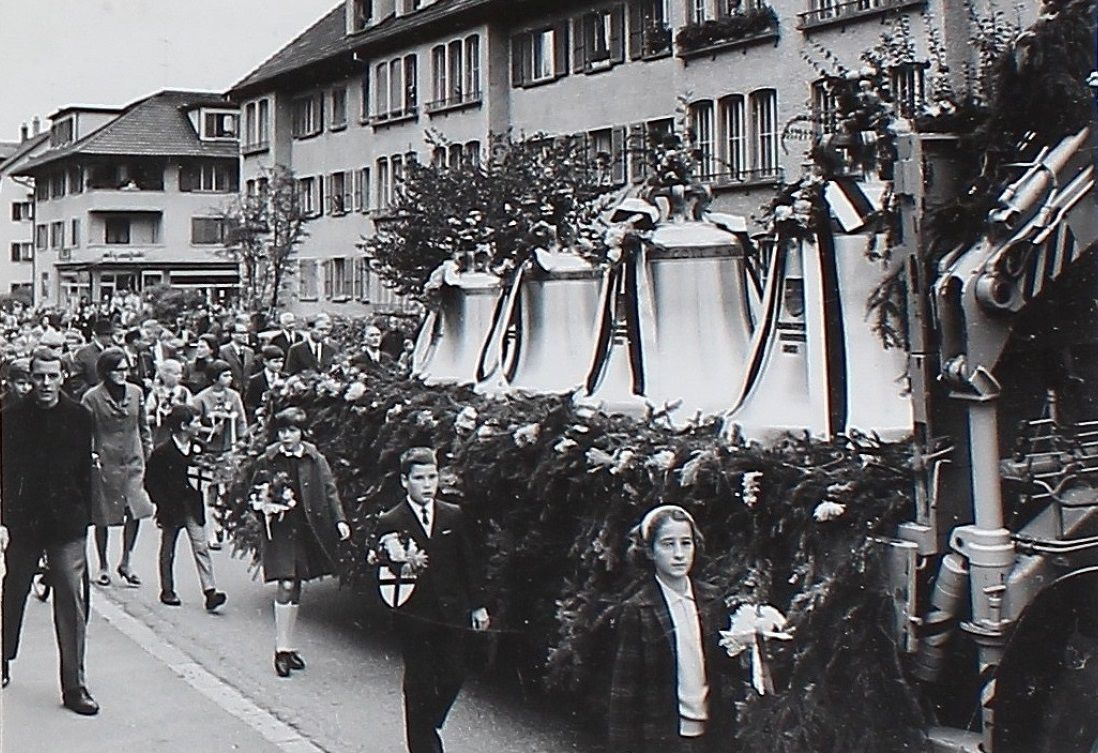
Schulkinder begleiten die Glocken
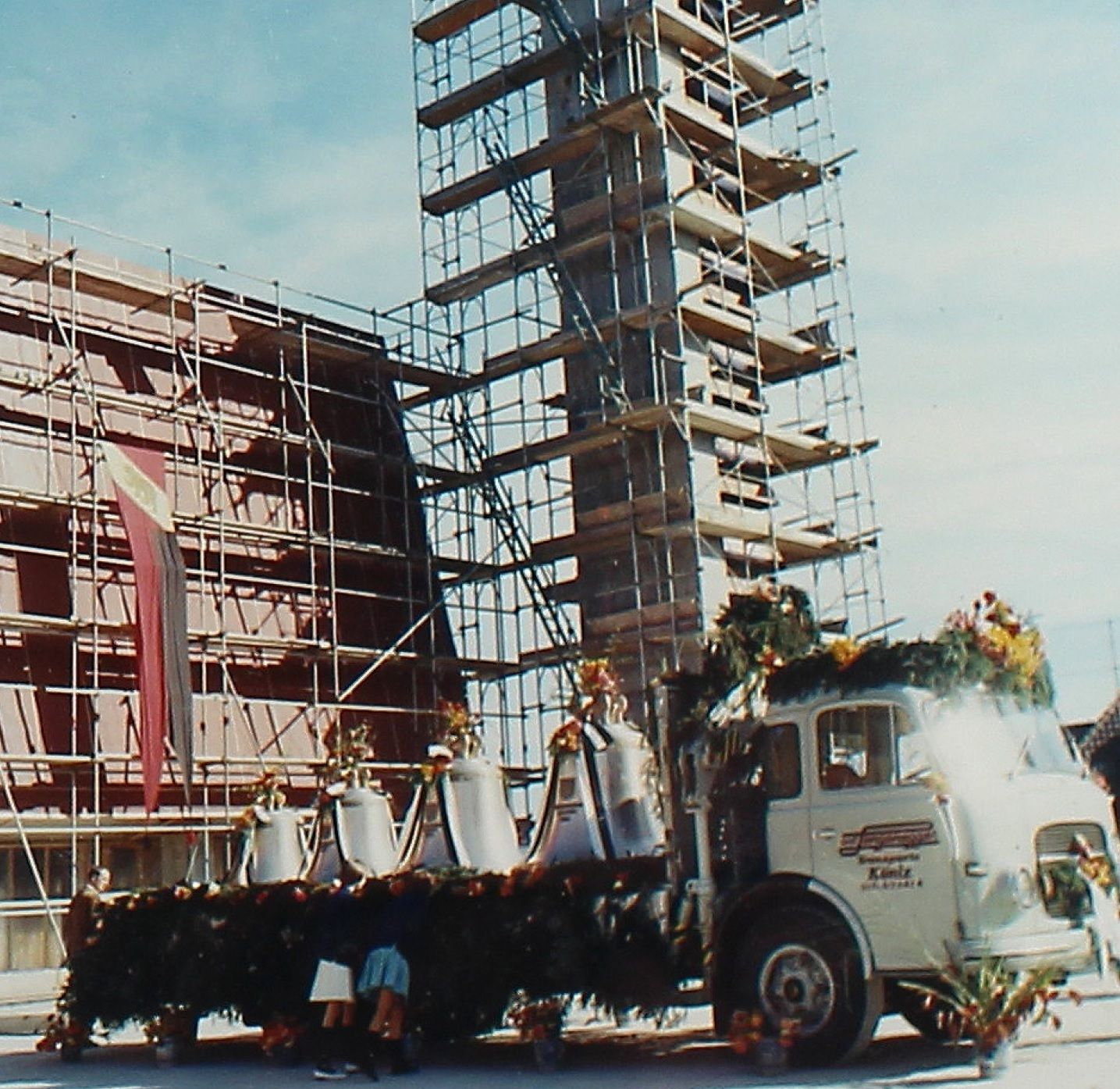
Ankunft der Glocken bei der Kirche
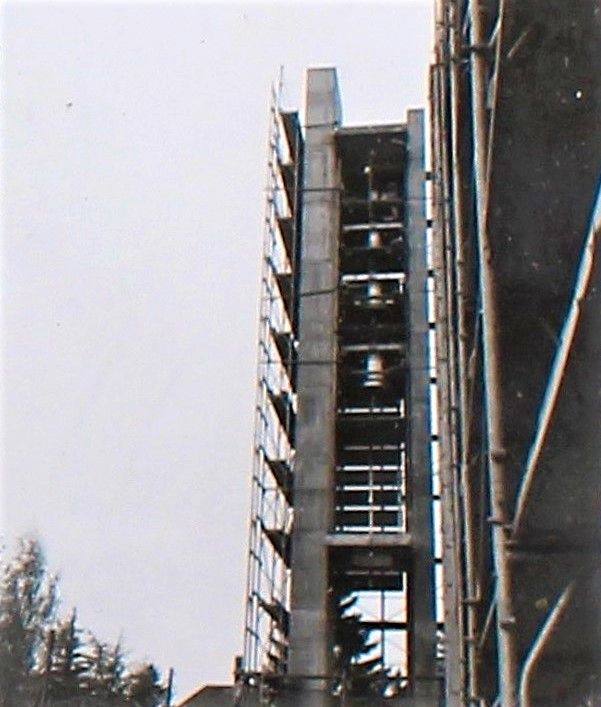
Die Glocken sind aufgezogen